# Тритон корсиканський
Тритон корсиканський (Euproctus montanus) — вид земноводних з роду Острівний тритон родини саламандрові.

## Опис
Загальна довжина досягає 7—11 см. Голова витягнута, пласка, із закругленою мордою. Паротоїди чітко помітні. Легені менш розвинені ніж у іншого виду острівних тритонів, майже відсутні. Тулуб стрункий, кремезний. Шкіра гранульована під час перебування на суходолі, у воді — стає гладенькою. Хвіст довгий. Клоака у самця більш широка, ніж у самиці, вона нагадує конічний виступ, що спрямовано уперед. На лапах у самців присутні шлюбні мозолі.
Забарвлення спини коливається від темно-коричневий до золотаво-жовтого, іноді бронзового з жовтою або помаранчевою смугою по хребту.

## Спосіб життя
Полюбляє чисті гірські річки та озера. Зустрічається на висоті від 600 до 2260 м над рівнем моря. Вдень ховається під камінням або серед повалених дерев. Активний вночі. Живиться безхребетними.
Розмноження відбувається з березня по червень та з вересня по жовтень. Парування відбувається здебільшого на суходолі. При паруванні самець схоплює самицю передніми лапами, передаючи спермотофор до клоаки самиці. Відкладається від 20 до 60 яєць. Через 40—50 діб з'являються личинки. Їх метаморфоза триває 244–280 діб.

## Поширення
Мешкає на о. Корсика (Франція).